# Oxyadoretus laetus
Oxyadoretus laetus är en skalbaggsart som beskrevs av Gilbert John Arrow 1917. Oxyadoretus laetus ingår i släktet Oxyadoretus och familjen Rutelidae. Inga underarter finns listade i Catalogue of Life.